# Indian Oil Corporation
A Indian Oil Corporation Limited (ou IOC) é uma empresa petrolífera e de extração de gás com sede em Nova Déli, Índia fundada em 1959 de propriedade do estado indiano.

## História
A companhia foi estabelecida em 1959.